# Droga krajowa 65
Die Droga krajowa 65 (DK65) ist eine polnische Landesstraße. Sie verläuft in Nord-Süd-Richtung von der polnisch-russischen Grenze bei Gołdap zur polnisch-belarussischen Grenze bei Bobrowniki durch die Woiwodschaften Ermland-Masuren und Podlachien über eine Länge von etwa 224 km. Auf dem Abschnitt von der russisch-polnischen Grenze bis nach Prostki verläuft die DK 65 auf der Trasse der einstigen deutschen Reichsstraße 132.

## Geschichte

### Ursprünge
Diese Straße verbindet Regionen mit einer völlig unterschiedlichen historischen Zugehörigkeit und Strecken mit einer völlig unterschiedlichen Entstehungsgeschichte. Der nördliche Streckenabschnitt gehörte früher zu Ostpreußen und wurde bis 1945 als Reichsstraße 132 bezeichnet. Der südliche Streckenabschnitt gehörte zwischen 1921 und 1939 zum Territorium der Zweiten Polnischen Republik.
Die Straße zwischen Insterburg und Lyck wurde 1850 erbaut.
Die Straße von Białystok bis zur historischen polnisch-litauischen Staatsgrenze bei Gródek wurde durch das polnische Straßengesetz vom 10. Dezember 1920 zur Staatsstraße (droga państwowa) erklärt. Nach dem Frieden von Riga im Frühjahr 1921 wurde diese Staatsstraße über Wolkowysk bis Baranowitschi verlängert.

### Frühere Strecken und Bezeichnungen
1985 wurde das polnische Straßennetz neu geordnet. Die bisherigen Staatsstraßen (droga państwowa) wurden in Landesstraßen (droga krajowa) umbenannt und neu nummeriert. Seit 1986 gab es drei Landesstraßen auf der Strecke der heutigen DK 65:
- die DK 66 von Białystok nach Bobrowniki
- die DK 657 von Ełk über Gołdap bis zur Staatsgrenze
- die DK 669 von Białystok nach Ełk.

2003 wurde die Nummerierung des Straßennetzes dahingehend geändert, dass alle Landesstraßen mit zweistelligen Nummern und alle Woiwodschaftsstraßen mit dreistelligen Nummern gekennzeichnet wurden. Damals wurden die drei oben genannten Straßen zur DK 65 zusammengefügt.

## Ortschaften an der Strecke
Woiwodschaft Ermland-Masuren (województwo warmińsko-mazurskie):
- 00 km: Grenzübergangsstelle Gołdap-Gussew (russische Regionalstraße 27A-011 von Gussew (Gumbinnen))[4]
- 03 km: Gołdap (Goldap) – Kreuzung mit der DW 650 und DW 651
- 07 km: Jabramowo (Abrahamsruh)
- 09 km: Kozaki (Kosaken/Rappenhöh)
- 12 km: Regiele (Regellen/Glaubitz)
- 16 km: Pogorzel (Pogorzellen/Hegelingen)
- 19 km: Kowale Oleckie (Kowahlen/Reimannswalde) – Kreuzung mit der DW 652
- 21 km: Daniele (Daniellen/Kleinreimannswalde)
- 30 km: Sedranki (Seedranken)
- 35 km: Olecko (Treuburg) – Kreuzung mit der DW 653 und DW 655
- 36 km: Zielonówek (Grüneberg)
- 44 km: Ślepie (Schlepien/Schlöppen)
- 46 km: Gąski (Gonsken/Herzogskirchen)
- 50 km: Przytuły (Przytullen/Seefrieden)
- 56 km: Straduny (Stradaunen)
- 57 km: Oracze (Oratzen/Szameyten/Wittenwalde)
- 59 km: Konieczki (Elisenthal)
- 62 km: Ełk (Lyck) – Kreuzung mit der DK16 und DW 656
- 72 km: Nowa Wieś Ełcka (Neuendorf) – Kreuzung mit der DW 667
- 74 km: Zdunki (Sdunken/Ulrichfelde)
- 76 km: Niedźwiedzkie (Niedzwetzken/Wiesengrund)
- 82 km: Prostki (Prostken)
- 84 km: Bogusze

Woiwodschaft Podlachien (województwo podlaskie):
- 088 km: Grajewo – Kreuzung mit der DK61
- 113 km: Osowiec-Twierdza – Kreuzung mit der DW 668 und DW 670
- 126 km: Mońki
- 139 km: Knyszyn
- 161 km: Białystok – Kreuzung mit DK8 und DK19
- 202 km: Gródek
- 218 km: Bobrowniki
- 224 km: Grenzübergangsstelle Polen/Belarus